# وادي عبد الوهإب (ذي السفال)

تعديل مصدري - تعديل

وادي عبد الوهاب محلة تابعة لقرية القاعدة، التابعة لعزلة خنوه بمديرية ذي السفال إحدى مديريات محافظة إب في الجمهورية اليمنية، بلغ تعداد سكانها 353 حسب تعداد اليمن لعام 2004.